# Falcão-das-galápagos
O falcão-das-galápagos ou bútio-das-galápagos (Buteo galapagoensis) é uma espécie de ave de rapina nativa das Ilhas Galápagos, constituindo-se assim como um dos representantes da fauna das Ilhas Galápagos.
Também é uma dos mais velozes aves de rapina do mundo.